# Erazem Lorbek
Pour les articles homonymes, voir Lorbek.
Erazem Lorbek, né le 21 février 1984 à Ljubljana, est un joueur slovène de basket-ball. Il joue au poste d'ailier fort avec le FC Barcelone entre 2009 et 2014, club avec lequel il a remporté l'Euroligue 2010.

## Biographie
Lorbek est issu d'une célèbre famille de joueurs de basket-ball. Il joue pendant un an en NCAA avec les Michigan State Spartans de l'université d'État du Michigan avant de revenir jouer en Europe pour le Fortitudo Bologne.
Lorbek est nommé co-MVP de la 7e journée de l'Euroleague 2011-2012 (15 points, 8 rebonds en 25 minutes) avec Milan Mačvan.
Le 13 juillet 2012, Lorbek renouvelle son contrat avec le FC Barcelone jusqu'en 2015. Il quitte le club en été 2014.

## Clubs
- 2003-2006 :  Fortitudo Bologne
- 2006-2007 :  Unicaja Málaga
- 2007 :  Benetton Trévise
- 2007-2008 :  Lottomatica Roma
- 2008-2009 :  CSKA Moscou
- 2009-2014 :  FC Barcelone

## Palmarès

### Club
Le palmarès obtenu avec la Fortitudo Bologne est le suivant :
- Finaliste de l'Euroligue 2003-2004
- Champion d'Italie 2005
- Vainqueur de la supercoupe d'Italie 2005

Par ailleurs, il est :
- Finaliste du championnat d'Italie 2004 et 2006

Le palmarès obtenu avec Benetton Trévise est le suivant :
- Vainqueur de la coupe d'Italie 2007

Le palmarès obtenu avec Moscou est le suivant :
- Finaliste de l'Euroligue 2008-2009
- Champion de Russie 2009

Le palmarès obtenu avec Barcelone est le suivant :
- Vainqueur de l'Euroligue 2010
- Champion d'Espagne 2011, 2012 et 2014
- Vainqueur de la Coupe du Roi 2010 et 2011
- Vainqueur de la supercoupe d'Espagne 2009, 2010

Par ailleurs, il est :
- Finaliste du championnat d'Espagne 2010

Le palmarès en équipe nationale de Slovénie :
- médaille d'argent du Championnat d'Europe des 18 ans et moins 2002
- médaille d'argent du championnat d'Europe des 20 ans et moins 2004

### Distinction personnelle
- Nommé dans le premier cinq de l'Euroligue en 2012[3].
- Nommé dans le second cinq de l'Euroligue 2008-2009
- Nommé dans le cinq du Championnat d'Europe 2009[4]
- Nommé co-MVP de la 7e journée de l'Euroleague
- Désigné meilleur joueur des finales de la Ligua Endesa 2011-2012[5].

## Sources et références
1. ↑  (en) Week 7 bwin co-MVPs: Erazem Lorbek, FC Barcelona Regal and Milan Macvan, Partizan mt:s, Euroleague.net, 2 décembre 2011.
2. 1 2 3 4 5  (es) « Erazem Lorbek », sur acb.com (consulté le 17 juin 2012)
3. ↑  « Kirilenko élu MVP », sur lequipe.fr, 12 mai 2012 (consulté le 13 mai 2012)
4. ↑  (en) « Gasol Named EuroBasket 2009 MVP Presented By Tissot », sur www.eurobasket2009.org, 20 septembre (consulté le 21 septembre)
5. ↑  (es) « Erazem Lorbek, MVP Orange del Playoff Final de la Liga Endesa », sur acb.com, 16 juin 2012 (consulté le 17 juin 2012)